# Xianning
Xianning (chinês tradicional: 咸寧, chinês simplificado: 咸宁, pinyin: Xiánníng) é uma prefeitura com nível de cidade na província de Hubei, na China.